# Riley Dixon
Riley Dixon (Oneida, 24 agosto 1993) è un giocatore di football americano statunitense che milita nel ruolo di punter per i Tampa Bay Buccaneers della National Football League (NFL).

## Carriera

### Denver Broncos
Al college, Dixon giocò a football alla Syracuse University. Fu scelto nel corso del settimo giro (228º assoluto) nel Draft NFL 2016 dai Denver Broncos. Il 30 agosto 2016 fu nominato punter titolare al posto di Britton Colquitt, che venne svincolato. Debuttò come professionista nella gara vinta nel primo turno contro i Carolina Panthers. A fine stagione fu inserito nella formazione ideale dei rookie dalla Pro Football Writers of America.

### New York Giants
Il 20 aprile 2018, Dixon fu scambiato con i New York Giants per una scelta del settimo giro dopo che i Broncos firmarono l'ex punter dei Raiders Marquette King.

### Los Angeles Rams
Il 5 aprile 2022 Dixon firmò un contratto di un anno con i Los Angeles Rams.

### Ritorno ai Broncos
Il 21 marzo 2023 Dixon firmó un contratto di un anno per fare ritorno ai Broncos.

### Tampa Bay Buccaneers
L'11 marzo 2025 Dixon firmò con i Tampa Bay Buccaneers.

## Palmarès
- PFWA All-Rookie Team - 2016